# Solidarische Landwirtschaft

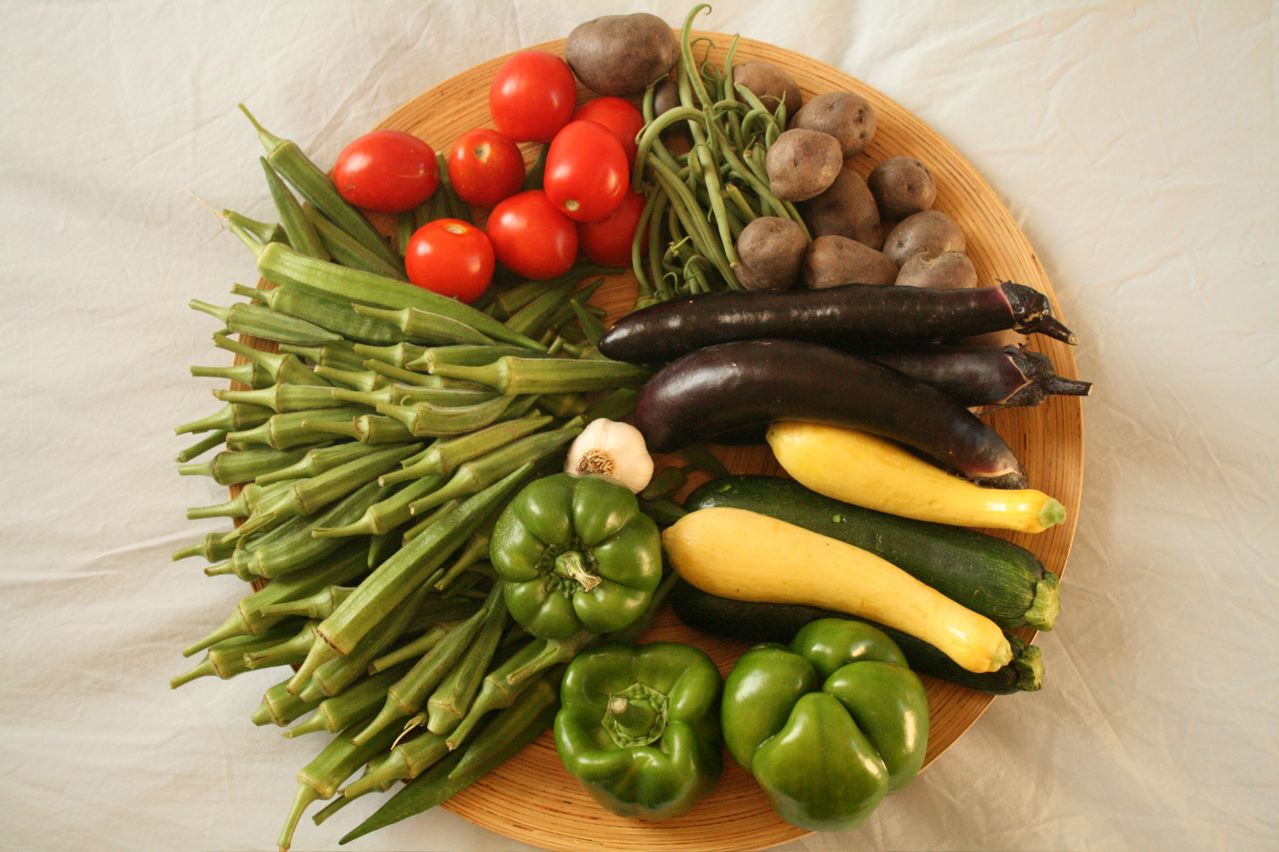
Wochenanteil an Gemüse und Obst eines Community-Supported Agriculture-Projektes in den USA

Solidarische Landwirtschaft (in Deutschland abgekürzt Solawi; in Österreich auch Gemeinschaftsgetragene Landwirtschaft; in der Schweiz Regionale Vertragslandwirtschaft, in Frankreich Associations pour le Maintien d’une Agriculture Paysanne; in Italien Agricoltura civica, Agricoltura civile oder Agricoltura sociale propagiert; in den USA Community-supported agriculture) bezeichnet ein Konzept, bei dem z. B. Verbraucher auf lokaler Ebene mit einem oder mehreren Partner-Landwirten kooperieren.
Die Verbraucher geben eine Abnahmegarantie für Produkte und können im Gegenzug auf verschiedene Weise in die Produktion oder den Betrieb einbezogen werden. In der Regel werden eine ökologische Wirtschaftsweise sowie ein ressourcenschonender Vertrieb verfolgt.

## Geschichte und Regionen
Vielfältige Konzepte zu einer Gemeinschaftsgetragenen Landwirtschaft entstanden teilweise parallel seit den 1960er Jahren in westlichen Industrieländern. So entwickelte sich in den 1960er Jahren in Japan ein den heutigen Solawi Idee ähnliches Konzept. 2015 beteiligten sich fast jeder vierte Haushalt an einem Teikei (提携 ‚Partnerschaft‘). In Europa entstand 1978 im Zuge der modernen westlichen Umweltbewegung bei Genf in der Schweiz die Kooperative Les jardins de Cocagne („Schlaraffengärten“).
In den frühen 1980er Jahren entwickelte sich im Nordosten der USA die "community-supported agriculture"  (CSA), die teilweise von der anthroposophischen biodynamischen Landwirtschaft mit Ideen von Rudolf Steiner beeinflusst wurde. Seit etwa 1985 wurde CSA in dem von der Anthroposophie beeinflussten Kreis um den Landwirt Trauger Groh und durch den aus der Schweiz eingewanderten Jan VanderTuin praktiziert. 2005 bestanden in den USA etwa 1700 Gruppen, während 2011 in Altstetten bei Zürich mehrere Initiativen und Einzelpersonen den Verband regionale Vertragslandwirtschaft (RVL) gründeten.
In Deutschland vertritt der Verein Solidarische Landwirtschaft das gleichnamige Konzept.
Er entstand um den biologisch-dynamischen Betrieb „Buschberghof“ in Fuhlenhagen, der die Idee 1988 einführte.
2018 enthielt ein Vertragsentwurf der CDU/CSU-SPD-Bundesregierung den Begriff: „Wir wollen im Rahmen der Modell- und Demonstrationsprojekte (Best-Practice) Vorhaben zur regionalen Wertschöpfung und Vermarktung fördern, z. B. Netzwerk Solidarische Landwirtschaft (Solawi).“
2019 umfasste die 2012 gegründete Münchner Genossenschaft Kartoffelkombinat als eine der größten rund 2.300 Anteile; sie bewirtschaftet seit 2017 eine eigene Gärtnerei in Spielberg in der Gemeinde Egenhofen.
Bis Ende 2022 entstanden über 400 Organisationen.
In Österreich entstand 2011 die Initiative Gemeinsam Landwirtschaften – Gela Ochsenherz um den gleichnamigen Demeter-Gärtnerhof in Gänserndorf bei Wien, der als einer der ersten den Begriff Solidarische Landwirtschaft verwendete. Anfang 2022 waren in Österreich über 50 Landwirtschaften in diesem Sinne aktiv.
In Frankreich existiert das Konzept unter dem Namen „Association pour le maintien de l’agriculture paysanne“, kurz AMAP (Verbrauchervereinigung für die Beibehaltung der bäuerlichen Landwirtschaft). Es handelt sich dabei um regional agierende Vereine, die der gesicherten Abnahme landwirtschaftlicher Produkte aus deren Herkunftsregion dienen. Typische Produkte sind Früchte, Gemüse, Eier, Käse, Fleisch und weitere Erzeugnisse.
Die weltweit größte Organisation der solidarischen Landwirtschaft ist die südkoreanische Genossenschaft Hansalim. Sie zählte 2019 2.300 landwirtschaftliche Betriebe und 644.000 Haushalte zu ihren Mitgliedern und versorgte rund zwei Millionen Menschen.
Seit 2020 bietet ein Weingut in Merzhausen Solidarischen Weinbau an.

## Modelle
Einige Initiativen setzen einen monatlich fix zu zahlenden Betrag fest. In anderen Fällen kann der gezahlte Betrag der monatlichen Abnahme oder der eigenen finanziellen Situation angepasst werden. Teilweise geben einzelne oder alle Mitglieder Darlehen an die Erzeuger, um größere Investitionen wie den Aufbau des Hofes oder die Umstellung auf ökologische Produktion zu ermöglichen. Das Konzept vereint eine Vielzahl von Ausgestaltungsmöglichkeiten. Grundgedanke des Konzeptes Solidarische Landwirtschaft ist, dass die Verbraucher das unternehmerische Risiko der landwirtschaftlichen Erzeuger mittragen. Rechtlich kann dies auf verschiedene Arten geschehen:
- Einzelverträge (Solawi Typ 1): Kooperationsverträge des Erzeugers mit jedem einzelnen Abnehmer (als Fortführung des Prinzips der landwirtschaftlichen Direktvermarktung)
- Abnehmerkorporation (Solawi Typ 2, SoLaWi im engeren Sinn): Zusammenschluss der Abnehmer (z. B. als Verein oder Genossenschaft); dieser schließt einen Kooperationsvertrag mit einem oder mehreren Erzeugern und übernimmt die Verteilung der Erzeugnisse
- Mitunternehmerschaft (Solawi Typ 3): gesellschaftsrechtliche Beteiligung der Abnehmer an einem Erzeugerunternehmen. Die Mitunternehmerschaft kann von einem bereits bestehenden Erzeugerunternehmen ausgehen oder von einem Zusammenschluss der Abnehmer, die zum Beispiel ein Verteilungsunternehmen aufbauen. Diese Form schließt stark an Genossenschaftliche Ideen an.

## Netzwerk Solidarische Landwirtschaft
Im deutschsprachigen Raum bildet das Netzwerk Solidarische Landwirtschaft die Plattform für den Austausch und die Beratung der Solidarischen Landwirtschaften. In dem von Solawi-Betrieben gegründeten Verband sind über 400 Betriebe und Initiativen Mitglied. Das Netzwerk und seine Regionalgruppen organisieren Beratungsseminare für den Aufbau und die betriebswirtschaftliche Führung neuer Solawis sowie Fortbildungen zu landwirtschaftlichen Themen.
Die genossenschaftlich organisierten Betriebe bildeten 2019 das Netzwerk der Solawi-Genossenschaften innerhalb des Verbandes.

## Rezeption
In Deutschland und weiteren Ländern wurde das Konzept einem breiteren Publikum erstmals 2005 durch den Dokumentarfilm Farmer John – Mit Mistgabel und Federboa bekannt. Im Frühjahr 2013 wurde der Dokumentarfilm Die Strategie der krummen Gurken über ein Projekt Solidarischer Landwirtschaft in Deutschland, der Gartencoop Freiburg, vom alternativen Filmkollektiv Cine Rebelde veröffentlicht. Das Bayerische Fernsehen stellte 2017 unter dem Titel Ernten und Teilen – solidarische Landwirtschaft ein Projekt vor. Die Dokumentation Bauer sucht Crowd aus dem Jahr 2015 porträtierte verschiedene Höfe in Österreich.
Das Schweizer Fernsehen SRF strahlte 2021 den Dokumentarfilm Fürs Essen auf den Acker aus.
Es gibt Ansätze, das Konzept verallgemeinert als Gemeinschaftsgetragenes Wirtschaften (Community-Supported X, CSX) auf andere Branchen, etwa die Bauwirtschaft (Solidarische Bauwirtschaft, SoBaWi), das Handwerk (SoHaWe) und die Textilbranche, zu übertragen.

### Einzelbeiträge
- Jan-Hendrik Cropp: Entmonetarisierte Landnutzung konkret – Solidarische Landwirtschaft 2.0. auf keimform.de
- Jan-Hendrik Cropp: Die Post-Revolutionäre Möhre. In: Streifzüge. 53/2011 (streifzuege.org).
- Katharina Kraiß, Thomas van Elsen: Community Supported Agriculture (CSA) in Deutschland. (PDF; 862 kB) In: Lebendige Erde. 2/2008.

### Monographien
- Klaus Strüber et al.: Handbuch Solidarische Landwirtschaft. Solawis erfolgreich gründen & gestalten. Version 1.2. Nascent, Siegen / Leipzig 2023 (solidarische-landwirtschaft.org [PDF; 5,7 MB]).
- Veikko Heintz: Solidarische Landwirtschaft – Betriebsgründung, Rechtsformen und Organisationsstrukturen.  2., aktualisierte und überarbeitete Auflage. AbL Verlag, Hamm 2018, ISBN 978-3-930413-65-2.
- aid infodienst Ernährung, Landwirtschaft, Verbraucherschutz e. V. (Hrsg.): Solidarische Landwirtschaft Gemeinschaftlich Lebensmittel produzieren. aid infodienst, Bonn 2016, ISBN 978-3-8308-1223-4.
- Helmut Woll: Ivan Illich und die Solidarische Landwirtschaft in Mitteleuropa. (PDF; 331 kB) In: helmut-woll.de, 31. März 2016.
- Susanne Schlicht et al.: Community Supported Agriculture: An overview of characteristics, diffusion and political interaction in France, Germany, Belgium and Switzerland. 2012 (agronauten.net [PDF; 2,0 MB]; deutsch: „Community Supported Agriculture: Ein Überblick über Merkmale, Verbreitung und politische Interaktion in Frankreich, Deutschland, Belgien und der Schweiz“).
- Stephanie Wild (Hrsg.): „Sich die Ernte teilen…“. Einführung in die Solidarische Landwirtschaft. Printsystem-Medienverlag, Heimsheim 2012, ISBN 978-3-938295-61-8.

### Solawi-Netzwerke
- solidarische-landwirtschaft.org: Deutschsprachiges CSA-Netzwerk
- solawi.ch: Kooperationsstelle für Solidarische Landwirtschaft Schweiz
- SoLaWi leben – Solidarische Landwirtschaften in Österreich
- urgenci.net: Internationale Plattform von CSA-Bewegungen
- ernte-teilen.org: Karte mit CSA-Initiativen und Höfen in Deutschland und der Schweiz

### Medienberichte
- Susann El Kassar: Solidarische Landwirtschaft – Gegenentwurf zum anonymen Konsum. In: deutschlandfunk.de, Sendung Umwelt und Verbraucher, 5. Oktober 2016
- Heidi Friedrich: Solidarische Landwirtschaft: Hauptsache, die Kosten sind gedeckt. Bericht und Kommentar in Die Zeit. 17. April 2017
- Die koreanische Vereinigung Hansalim. In: one-world-award.de („Größte SoLaWi weltweit“)